# 徳島県立城西高等学校神山校
徳島県立城西高等学校神山校（とくしまけんりつ じょうせいこうとうがっこう かみやまこう）は、徳島県名西郡神山町にある徳島県立城西高等学校の分校である。

## 沿革
- 1948年4月28日 - 開校、農林科を設置。
- 1963年 - 定時制を廃し全日制となる。農村家庭課程を生活科と改称。
- 1974年 - 農林科の募集を停止し、造園土木科を設立。
- 1997年 - 校名を徳島農業高校から城西高等学校に改称。
- 2019年 - 校名を神山分校から神山校に改称。地域創生類（環境デザインコース,食農プロデュースコース）を新設。